# Missa Hercules Dux Ferrarie
Pour les articles homonymes, voir Hercules.
La Missa Hercules Dux Ferrariæ est une messe sur cantus firmus rigoureux, composée par Josquin des Prés, et est l'une de ses plus connues. Elle a été éditée en 1505 par Ottaviano Petrucci, l'inventeur de l'imprimerie musicale. Elle est dédiée à Hercule Ier d'Este, duc de Ferrare dont le nom a inspiré les notes du cantus firmus, procédé dit soggetto cavato.

## Contexte historique
La Missa Hercules Dux Ferrariæ met en évidence l'association entre le compositeur et la cour de Ferrare en l'absence d'autres témoignages formels qui attesteraient des rapports entre Josquin et le duc de Ferrare.
Le duc Hercule d'Este règne de 1471 à 1505 sur Ferarre. La ville lui doit beaucoup. La renaissance du drame classique à la cour ouvre le chemin à une « vive tradition de théâtre profane qui se prolonge au XVIe siècle et s'avère précieuse pour la préhistoire de l'opéra. » Pendant son règne, l'architecte Biagio Rossetti développe la cité en construisant de nouvelles avenues et des palais qui font de Ferrare la première ville construite dur plan d'Europe. Le duc négocie des alliances profitables pour ses enfants avec les héritiers d'autres dynasties importantes et entretient des rapports stratégiques et politiques étroits avec la France dont il sert les intérêts politique en Italie. De cette alliance proviennent les liens culturels qui expliquent le développement de la musique à la cour de Ferrare qui devient un centre de rayonnement international sous le règne d'Hercule.
La duc lui-même était un grand amateur de musique, comme d'ailleurs ses enfants. Son frère aîné, Leonello, avait déjà encouragé la musique sous son règne entre 1441-1450. Dès les premières années de son règne, Hercule réunit à Ferrare un groupe remarquable de musiciens talentueux venus de toute l'Europe pour former sa chapelle, qui devient l'une des plus importantes d'Europe. Il fait d'énormes efforts pour attirer des chanteurs et les garder à son service. Il va jusqu'à négocier un compromis avec la papauté l'autorisant à conférer des charges ecclésiastiques aux chanteurs eux-mêmes.
Hercule devait faire face à la concurrence de son ami et rival, le duc Antoine Sforza de Milan, qui avait lui aussi une chapelle remarquable, chapelle dans laquelle figurait Josquin des Prés. Cette amitié entre les deux cours explique sans doute les premiers contacts entre Josquin et le duc de Ferrare. Après un pèlerinage à Rome en août 1484, Josquin disparaît des annales pendant deux ans. Or le duc de Milan s'était rendu à Ferrare en 1480 et y était resté chez le duc pendant un séjour de dix-huit mois. Il était accompagné d'une suite de deux cents hommes, dont le compositeur faisait très probablement partie.
Il n'existe, redisons-le, aucun document écrit, mais il est probable que la Missa Hercules Dux Ferrariæ ait été écrite à cette période. Le peu de documentation sur la vie de Josquin rend toute chronologie des œuvres assez problématique. Certains musicologues comme Patrick Macey pensent que le style de l'œuvre relève de cette période. D'autres en revanche proposent les années 1503 ou 1504, également pour des raisons stylistiques.
De plus, le prédécesseur d'Hercule, le duc Borso, avait essayé d'ajouter à sa gloire en collectionnant les titres, les honneurs, les manuscrits rares et les peintures, notamment des fresques où figurait son portrait et celui de sa cour. La messe en l'honneur d'Hercule de Josquin était une façon de rivaliser avec lui d'une façon tout à fait originale en attachant son nom à une œuvre musicale d'un compositeur célèbre.
Josquin reste sans doute en relation avec la cour de Ferrare jusqu'à la mort du duc en 1505, alors même que le compositeur a fui une épidémie de peste en 1504. Plusieurs documents viennent témoigner de ces relations, et particulièrement une lettre de la cour de France qui date de 1501 et qui décrit les efforts de Josquin pour recruter des musiciens en Flandres pour le duc. En 1502, le duc de Ferrare reçoit une lettre de son secrétaire qui recommande d'engager Isaac plutôt que Josquin. Le premier en effet « s'entend mieux avec ses collègues et il est plus prompt à composer des pièces. Certes, Josquin est un meilleur compositeur, mais il ne travaille que lorsqu'il en a envie et non quand on lui demande. de plus, Josquin demande un salaire de deux cents ducats alors qu'Isaac est prêt à se contenter de cent vingt ducats. » Le duc ne tient pas compte de ces recommandations et Josquin s’installe à Ferrare en 1503 avec un salaire de deux cents ducats, ce qui était la plus grosse somme jamais allouée au tenant de ce poste.
Malheureusement ce séjour à Ferrare fut de courte durée. En 1504 il se réfugie à Condé-sur-l'Escaut en France pour fuir la peste dont son successeur, Obrecht, est victime l'année suivante pendant l'été 1505.

## La messe
C'est un exemple spécial de cantus firmus où le thème de la mélodie principale dérive des voyelles du nom du dédicataire : « Her » devenant la note ré, « cu » la note ut, « les » la note ré… donnant le soggetto cavato ré ut ré ut ré fa mi ré. (À l'époque, on commence en effet à inventer des cantus firmus)
Elle est composée de six parties, pour 4 voix d'hommes solistes (cantus, contra tenor altus, ténor chantant le cantus firmus, et contra tenor bassus) et son exécution dure environ trente minutes.
- Introït
- Kyrie, Christe, Kyrie
- Gloria
- Credo
- Sanctus, Benedictus
- Agnus Dei

## Publication
Chez les Éditions Salabert, Marcel Couraud publia, partiellement, cette messe, dont la liste se trouve dans une partition d'Ave Maria (1971) de ce compositeur :
1. Kyrie, Christe, Kyrie (EAS17025)
2. Gloria (EAS17027)
3. Sanctus et Benedictus (EAS17013)
4. Agnus Dei I et II (EAS17057)
5. Agnus Dei III (EAS17014)

La Missa Hercules Dux Ferrariæ est non seulement le plus remarquable mais également le plus ancien exemple de  soggetto cavato. HERCULES DUX FERRARIÆ devient ré/do/ré/do/ré/fa/mi/ré (sur 8 syllabes et donc sur 8 notes). Le succès de la messe pour Hercule vient en partie des intervalles mélodiques créés par le texte. il emploie l'hexacorde naturel, avec saut de quinte à la teneur ré, l'ambitus est limité, formant deux blocs de quatre notes qui suivent chacun une ligne mélodique différente. La première dessine une montée graduelle, la seconde une montée brusque suivie d'un mouvement conjoint descendant.
La composition emploie uniquement la polyphonie, contrairement à d'autres morceaux qui incorporent des passages monodiques. La messe conserve le même mode d'un bout à l'autre et l'emploi du cantus firmus est conventionnel, à quelque détails près : le cantus firmus est répété trois fois dans pratiquement chaque section de la messe. À chaque fois il commence sur le ré  et de là passe au la puis au ré décalé d'une octave. Ce cantus firmus est chanté par la voix de ténor, sauf dans quelques passages comme le Kyrie dont un passage est tenu par la voix de soprano, ou le Sanctus où il est confié à l'alto. La dernière section, celle de l'Agnus dei, est chantée par la voix la plus aigüe.
Josquin traite le cantus firmus de deux façons. Dans la dernière partie du credo et la première partie de l'Agnus Dei, Josquin rétrograde le cantus firmus. Dans ces deux sections, Josquin change l'ordre établi dans les autres sections, en commençant par le ré aigu, puis le la, pour finir sur le ré grave. L'autre altération du cantus se trouve dans la dernière section du credo et dans le hosanna (à la fin du sanctus), où il diminue le cantus. Bien qu'intéressantes, ces deux techniques (la rétrogradation et la diminution) sont des outils contrapuntiques assez standards de l'époque de Josquin.
Deux sections seulement n'emploient pas le cantus firmus mais un autre procédé de composition courant à l'époque, le canon. La deuxième partie du sanctus est un canon pour deux voix : alto et basse. La basse commence sur la finale  tandis que l'alto entre un temps plus tard sur la cofinale. L'autre canon, pour soprano, ténor et basse, se trouve dans l''agnus dei, la partie basse montant dans la tessiture du ténor. Ici l'alto commence sur la finale, suivi par le soprano quatre temps plus tard, puis la basse, ces deux dernières entrant sur la cofinale.